# Punta Rapa Nui
Punta Rapa Nui ist eine Landspitze im Norden der Livingston-Insel im Archipel der Südlichen Shetlandinseln. Auf der Westseite des Kap Shirreff, dem nördlichen Ausläufer der Johannes-Paul-II.-Halbinsel, liegt sie rund 280 m westnordwestlich des Cerro Gaviota.
Wissenschaftler der 45. Chilenischen Antarktisexpedition (1990–1991) benannten sie nach ihrer Ähnlichkeit mit einer Moaistatue auf der Osterinsel (Rapa Nui).